# 小行星2699
小行星2699（=2699 Kalinin）是一颗围绕太阳公转的小行星。1976年12月16日，柳德米拉·切爾尼赫在克里米亚发现了此天体。
該小行星以蘇聯革命家米哈伊爾·加里寧命名。
这颗小行星的绝对星等为294.5336647092744等。